# Knihovna Saulchoir
Knihovna Saulchoir (francouzsky Bibliothèque du Saulchoir) je knihovna francouzské provincie řádu dominikánů. Sídlí v Paříži na adrese Rue de la Glacière č. 43bis ve 13. obvodu. Knihovna je součástí dominikánského vzdělávacího institutu Saulchoir, po kterém nese své jméno (původně se jedná o název kláštera v Belgii a v překladu znamená „místo porostlé vrbami“).
Knihovna byla původně založena v roce 1865 v obci Flavigny-sur-Ozerain (Côte-d'Or) a později přesídlila do Paříže. Uchovává sbírky shromážděné francouzskými dominikány od obnovení řádu ve Francii v polovině 19. století.
Knihovna se specializuje na literaturu o společenských vědách a náboženství. Knihovní fond obsahuje přes 250 000 děl a asi tisíc svazků periodik. Vstup do knihovny je umožněn kněžím a řeholníkům a také všem osobám z univerzitního prostředí.